# Psychotria micromyrtus
Psychotria micromyrtus är en måreväxtart som först beskrevs av Henri Ernest Baillon, och fick sitt nu gällande namn av Rudolf Schlechter. Psychotria micromyrtus ingår i släktet Psychotria och familjen måreväxter. Inga underarter finns listade i Catalogue of Life.